# Biggles a leopardí muži
Biggles a leopardí muži (v originále: Biggles and the Leopards of Zinn) je dobrodružná kniha o pilotovi jménem James Bigglesworth (Biggles) od autora W. E. Johnse z roku 1960. V Česku byla vydána nakladatelstvím Toužimský & Moravec v Praze v roce 2000.

## Děj
V oblasti Ugandy se začali z nenadání bouřit domorodci z kmene Zinnů a podle všeho za tím určitě stojí gang bílých mužů. Biggles se proto se svými parťáky Algym, Gingrem a Bertiem vydal té záhadě přijít na kloub. Po přistání na jezeře Jumu, kde sídlila britská stanice, nalezli mrtvolu muže, který měl čekat na jejich příchod. Podle stop ho zavraždil leopard, jenže při důkladné prohlídce těla zjistili, že byl zabit člověkem, který to tak chtěl nastražit. Posléze na Bigglese zaútočil skutečný leopard, ale Biggles ho stihl zastřelit. Tělo leoparda však do rána záhadně zmizelo. Biggles se proto rozhodl navštívit osadu Zinnů, kde našel jen jednoho vyhladovělého starého domorodce a vzal ho s sebou na stanici. Biggles s Algym odlétli do Nabuly ohlásit situaci, zatímco Ginger se vydal na pěší průzkum podél jezera, protože po jejich odletu zaslechli s Bertiem z dálky výbuch trhaviny. Při průzkumu narazil na zbytky těla onoho leoparda a poté zahlédl, jak bílý muž v klobouku dohlíží na Zinny, kteří za pomocí trhaviny rybařili. Poté uviděl, jak skupina čtyř mužů míří směrem ke stanici a rozhodl se ji sledovat. Zasáhl právě včas, neboť muži po příchodu ke stanici jevili značný zájem o dědulu (starého domorodce) a na bránícího Bertieho už tasili zbraně. Biggles s Algym místo do Nabuly dolétli jen několik kilometrů od jezera, kde zahlédli skupinu mužů, ke které patřil onen mrtvý důstojník. Naložili do letadla jednoho z nich jménem Charlie a vrátili se zpět. Ještě té noci se pokusil nájemný vrah zabít dědulu, ale Ginger mu v tom zabránil. Když následující ráno stříleli na letadlo, rozhodl se Biggles si s nimi promluvit. Po příchodu do jejich tábora jim přítomný běloch v klobouku kladl odpor, avšak Biggles mu důrazně nařídil, aby toho všeho nechal, což ztvrdil tím, že před zraky Zinnů zmlátil obávaného šamana jeho vlastní leopardí kůží. Za pomoci Charlieho se všichni Zinnové vrátili zpět do osady, kde přes noc pro jistotu nechali Bertieho s Charliem. Ráno ve vesnici zaútočil jeden z leopardích mužů na Charlieho, ale Bertie ho zachránil. Do vesnice krátce poté přišel běloch v klobouku a upřímně jim tvrdil, že o ničem neví. Muž jménem Ducard se Bigglesovi svěřil, že zde se svým společníkem Batounem hledá diamanty, k čemuž používali Zinny, které ovládli díky šamanovi, který měl údajně moc ovládat leopardy. Šaman měl s sebou své leopardí muže, kteří zavraždili každého, kdo mu kladl odpor. Ducard slíbil, že z oblasti odejde, neboť sám měl už této honby za pokladem dost, protože za celou dobu zde nenalezli jediný diamant. Biggles po příchodu zpět do stanice za pomoci školního pokusu zjistil, že půda v této oblasti je plná bauxitu. Tím pádem byla vysvětlena Ducardova slova, že v této oblasti se nachází velké bohatství, o němž se mylně domníval, že se jedná o diamanty. Při dalším letu do Nabuly zahlédli Biggles s Gingerem smrtelně zraněného Ducarda v jeho táboře. Ten jim před smrtí pověděl, že ho střelil Batoun. Po jeho smrti je v táboře zastihla skupina šesti mužů z belgické armády vedená kapitánem Bourgonem. Poté, co ho Biggles obeznámil s celou situací je napadl Batoun s početnou armádou domorodců z Konga, ale unikli jim v letadle. Přesunuli domorodé Zinny ke stanici, kde vytvořili blokádu. Po dlouhém bránění stanice je zachránila armáda Královských afrických střelců, které do oblasti poslal vládní komisař z Nabuly. Po návratu do Anglie Biggles o všem podal zprávu generálu Raymondovi, avšak tajemství o bauxitu si nechal raději pro sebe s tím, že přes prostředníka převezme těžební práva a v budoucnosti s nimi naloží dle vlastního uvážení v zájmu Zinnů.

## Postavy
- James „Biggles“ Bigglesworth
- Algernon „Algy“ Montgomery Lacey
- Ginger Hebblethwaite
- Sir Bertram „Bertie“ Lissie
- Charlie
- Otto Ducard
- Akmet Batoun – zastřelen během obléhání
- šaman N´Bula – zastřelen během obléhání
- dědula
- kapitán Bourgon
- poručík Lomax
- vládní komisař
- generál William Raymond
- Abdullah I´Mobo – zavražděný důstojník

## Letadla
- hydroplán Gadfly